# أبراهام كلير
أبراهام كلير (بالعبرية: אברהם קליר) (8 يوليو 1903 - 8 ديسمبر 1985) رجل أعمال وصناعة إسرائيلي. حصل على جائزة إسرائيل لعام 1977، لخدمته إسرائيل في مجال الصناعة.

## حياته

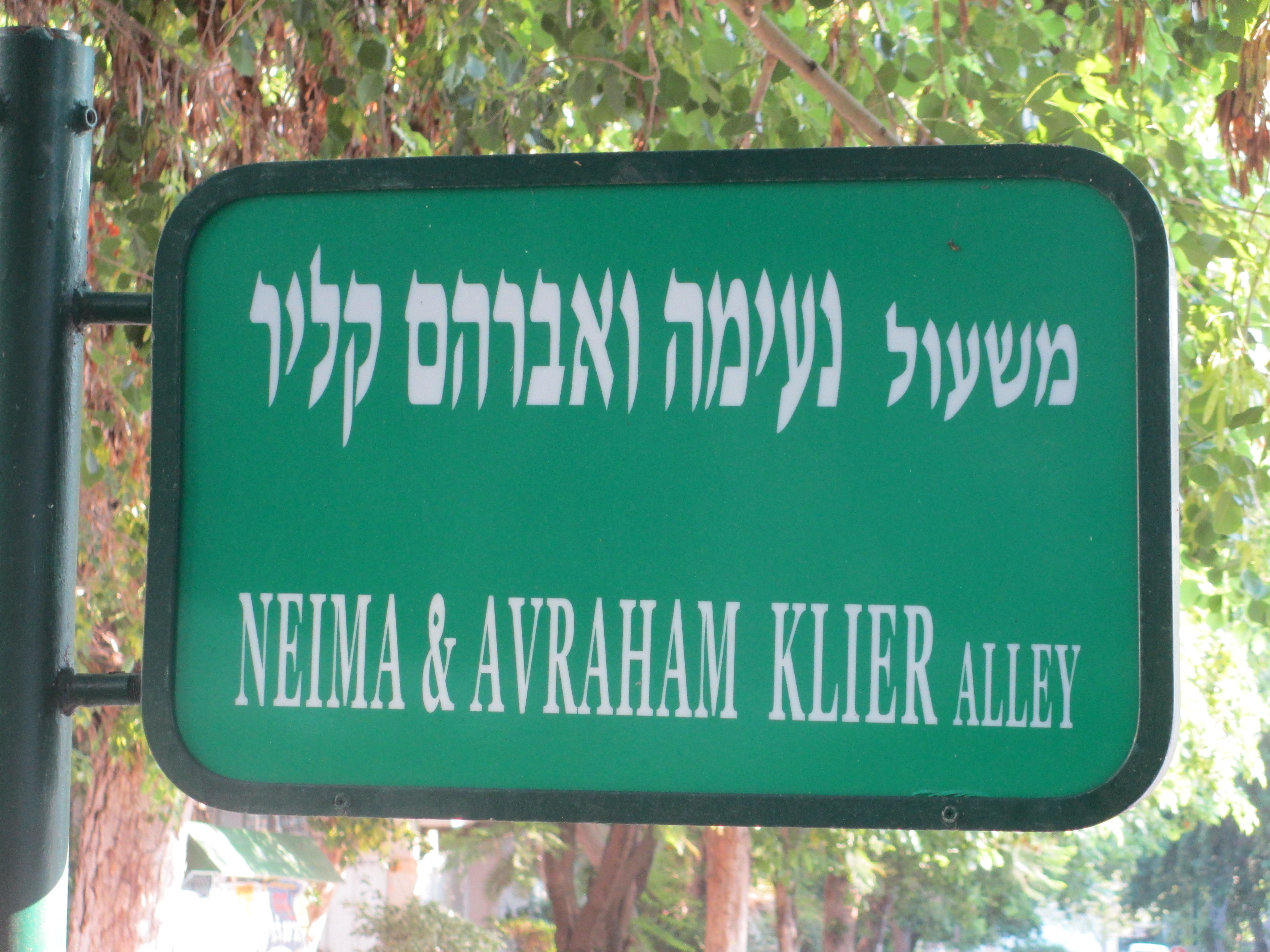
لافتة مكتوب عليها " ممر نعيمه وأبراهام كلير"

ولد أبراهام كلير في رادوفيس في منطقة بوكوفينا في الإمبراطورية النمساوية المجرية. وتخرج من مدرسة ثانوية محلية، ودرس الهندسة الكيميائية في تولوز في فرنسا. ثم عاد إلى مدينة تشيرنوفتسي حيث كان يدير مصانع الصباغة.
منذ سن مبكرة كان ناشطًا في الحركة الصهيونية وكان عضوًا في حركة «هاشومير هاتسير» الصهيونية الشبابية، وهي حركة شكلت العديد من علاقته في العمل والاقتصاد طوال حياته.
هاجر كلير إلى فلسطين عام 1934 وعمل فوراً في مجال الصناعة. وأسس أول مصنع له في رمات غان بالشراكة مع شموئيل زاكس - وكانت اسمها «مصانع أرغمان لصباغة المنسوجات المحدودة» - والذي كان من أهم إنجازات حياته، حيث استثمر فيه معظم طاقته ونفذ فيه أفكاره. وهو من أوائل المصانع الخاصة في إسرائيل، التي تهمتم بالموظفين، وقدم منحًا دراسية لأطفالهم. خدم في مجلس إدارة بنك لئومي لإسرائيل  وشركة أعمال البحر الميت. كان أيضًا عضوًا في مجلس إدارة التخنيون، وعضوًا في مجلس أمناء الجامعة العبرية في القدس، وعضوًا في مجلس إدارة ORT وعضوًا في مجالس إدارة شركات مختلفة. في عام 1972 كان عضوا في لجنة التحقيق برئاسة القاضي ألفريد فيكون في مسألة «طرق النفط».
وفي يوم الاستقلال 1977، حصل على جائزة إسرائيل «لخدمة الحياة المثالية في العمل والصناعة». وكان أول رجل صناعة يفوز بهذا اللقب.
في مارس 1978، اقترح كلير إنشاء صندوق لتمويل المشاريع الاجتماعية لكبار السن والشباب المحتاجين للرعاية. تم إنشاء الصندوق من قبل بنك لئومي لإسرائيل بمناسبة مرور 75 عامًا على تأسيسه. وتم تعيينه رئيسًا للمؤسسة.
في عيد الاستقلال عام 1985، أقيم له منارة من 12 منارة على جبل هرتسل، تمثل الجيل المؤسس للصناعة في البلاد.